# Rajd Polski 2005
Rajd Polski 2005 (62. Rajd Polski) to kolejna, 62 edycja rajdu samochodowego Rajd Polski rozgrywanego w Polsce. Rozgrywany był od 10 do 12 czerwca 2005 roku. Bazą rajdu była miejscowość Mikołajki. Rajd był drugą rundą Rajdowych Mistrzostw Europy w roku 2005, i także drugą rundą Rajdowych Samochodowych Mistrzostw Polski w roku 2005. Składał się z 14 odcinków specjalnych (OS).

## Zwycięzcy odcinków specjalnych[3]
| Dzień      | Numer odcinka | Nazwa odcinka | Długość  | Zwycięzca odcinka                  | Nr Sam. | Samochód                  | Czas    | Śr. pr.    | Lider rajdu                        |
| ---------- | ------------- | ------------- | -------- | ---------------------------------- | ------- | ------------------------- | ------- | ---------- | ---------------------------------- |
| 11 czerwca | OS1           | Dąbrówka 1    | 9,04 km  | Krzysztof Hołowczyc Łukasz Kurzeja | 7       | Subaru Impreza STi N11    | 4:53.3  | 111,0 km/h | Krzysztof Hołowczyc Łukasz Kurzeja |
| 11 czerwca | OS2           | Żegoty 1      | 18,81 km | Oscar Svedlund Björn Nilsson       | 8       | Mitsubishi Lancer EVO VII | 10:19.8 | 109,3 km/h | Krzysztof Hołowczyc Łukasz Kurzeja |
| 11 czerwca | OS3           | Derc 1        | 40,58 km | Krzysztof Hołowczyc Łukasz Kurzeja | 7       | Subaru Impreza STi N11    | 22:26.1 | 108,5 km/h | Krzysztof Hołowczyc Łukasz Kurzeja |
| 11 czerwca | OS4           | Dąbrówka 2    | 9,04 km  | Oscar Svedlund Björn Nilsson       | 8       | Mitsubishi Lancer EVO VII | 4:48.1  | 113,0 km/h | Krzysztof Hołowczyc Łukasz Kurzeja |
| 11 czerwca | OS5           | Żegoty 2      | 18,81 km | Oscar Svedlund Björn Nilsson       | 8       | Mitsubishi Lancer EVO VII | 10:15.3 | 110,1 km/h | Oscar Svedlund Björn Nilsson       |
| 11 czerwca | OS6           | Derc 2        | 40,58 km | Leszek Kuzaj Maciej Szczepaniak    | 3       | Subaru Impreza STi        | 22:09.5 | 109,9 km/h | Krzysztof Hołowczyc Łukasz Kurzeja |
| 12 czerwca | OS7           | Tros 1        | 7,55 km  | Oscar Svedlund Björn Nilsson       | 8       | Mitsubishi Lancer EVO VII | 3:42.7  | 122,0 km/h | Krzysztof Hołowczyc Łukasz Kurzeja |
| 12 czerwca | OS8           | Szczepanki 1  | 24,60 km | Krzysztof Hołowczyc Łukasz Kurzeja | 7       | Subaru Impreza STi N11    | 13:07.0 | 112,5 km/h | Krzysztof Hołowczyc Łukasz Kurzeja |
| 12 czerwca | OS9           | Paprotki 1    | 25,96 km | Oscar Svedlund Björn Nilsson       | 8       | Mitsubishi Lancer EVO VII | 13:28.6 | 115,6 km/h | Krzysztof Hołowczyc Łukasz Kurzeja |
| 12 czerwca | OS10          | Faszcze 1     | 8,69 km  | Oscar Svedlund Björn Nilsson       | 8       | Mitsubishi Lancer EVO VII | 4:36.7  | 113,1 km/h | Krzysztof Hołowczyc Łukasz Kurzeja |
| 12 czerwca | OS11          | Tros 2        | 7,55 km  | Leszek Kuzaj Maciej Szczepaniak    | 3       | Subaru Impreza STi        | 3:38.5  | 124,4 km/h | Krzysztof Hołowczyc Łukasz Kurzeja |
| 12 czerwca | OS12          | Szczepanki 2  | 24,60 km | Leszek Kuzaj Maciej Szczepaniak    | 3       | Subaru Impreza STi        | 12:50.7 | 114,9 km/h | Krzysztof Hołowczyc Łukasz Kurzeja |
| 12 czerwca | OS13          | Paprotki 2    | 25,96 km | Leszek Kuzaj Maciej Szczepaniak    | 3       | Subaru Impreza STi        | 13:33.1 | 114,9 km/h | Krzysztof Hołowczyc Łukasz Kurzeja |
| 12 czerwca | OS14          | Faszcze 2     | 8,69 km  | Renato Travaglia Flavio Zanella    | 2       | Mitsubishi Lancer EVO VII | 4:34.1  | 114,1 km/h | Krzysztof Hołowczyc Łukasz Kurzeja |

## Wyniki końcowe rajdu[4][5]
| Miejsce | Kierowca              | Pilot                 | Samochód                      | Czas      | Strata  |
| ------- | --------------------- | --------------------- | ----------------------------- | --------- | ------- |
| 1       | Krzysztof Hołowczyc   | Łukasz Kurzeja        | Subaru Impreza STi N11        | 2:27:46.8 | –       |
| 2       | Michał Bębenek        | Grzegorz Bębenek      | Mitsubishi Lancer EVO VIII    | 2:28:04.8 | +18.0   |
| 3       | Zbigniew Staniszewski | Sebastian Rozwadowski | Mitsubishi Lancer EVO VI      | 2:28:45.5 | +58.7   |
| 4       | Renato Travaglia      | Flavio Zanella        | Mitsubishi Lancer EVO VII     | 2:28:47.0 | +1:00.2 |
| 5       | Tomasz Czopik         | Łukasz Wroński        | Mitsubishi Lancer EVO VIII    | 2:29:01.2 | +1:14.4 |
| 6       | Stefan Karnabal       | Bartłomiej Boba       | Mitsubishi Lancer EVO VIII MR | 2:30:07.8 | +2:21.0 |
| 7       | Maciej Oleksowicz     | Andrzej Obrębowski    | Subaru Impreza STi            | 2:31:01.6 | +3:14.8 |
| 8       | Michał Sołowow        | Maciej Baran          | Mitsubishi Lancer EVO VIII MR | 2:31:52.8 | +4:06.0 |
| 9       | Simon Jean-Joseph     | Jacques Boyere        | Renault Clio 16S              | 2:31:57.1 | +4:10.3 |
| 10      | Leszek Kuzaj          | Maciej Szczepaniak    | Subaru Impreza STi            | 2:32:28.8 | +4:42.0 |
| 11      | Mariusz Stec          | Zbigniew Gruszka      | Mitsubishi Lancer Evo VI      | 2:32:37.9 | +4:51.1 |
| 12      | Sebastian Frycz       | Maciej Wodniak        | Fiat Punto S1600              | 2:35:03.3 | +7:16.5 |

1. 1 2  Nieliczony w klasyfikacji RSMP.